# Celico
Celico község (comune) Olaszország Calabria régiójában, Cosenza megyében.

## Fekvése
A megye központi részén fekszik. Határai: Acri, Casole Bruzio, Lappano, Longobucco, Rose, Rovito, San Pietro in Guarano és Spezzano della Sila.

## Története
A település alapításáról nem léteznek pontos adatok. Valószínűleg a 9. században alapították a szaracén portyázások elől menekülő cosenzai lakosok.

## Népessége
A népesség számának alakulása:

## Főbb látnivalói
- Madonna del Carmine-templom
- Santa Maria Assunta-templom
- San Nicola-templom
- San Michele Arcangelo-templom